# Leopold Brtna

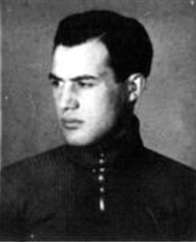
Leopold Brtna, Dezember 1942

Leopold Brtna (* 31. März 1921 in Wien; † 24. Mai 1944 ebenda) war ein österreichischer Arbeiter, Kommunist und Widerstandskämpfer gegen den Nationalsozialismus.

## Leben
Brtna war einer von drei Söhnen einer aus der Tschechoslowakei stammenden Arbeiterfamilie in Wien-Favoriten. Ab 1929 war er Mitglied im sozialdemokratischen Tschechischen Arbeiterturnverein. Brtna lernte das Tischlerhandwerk und arbeitete als Kraftfahrer. Von Oktober 1940 bis Februar 1941 wurde er zum Reichsarbeitsdienst eingezogen. Er arbeitete anschließend – wegen seiner tschechischen Abstammung vom Wehrdienst befreit – als Kraftfahrer in der Technischen Nothilfe.
Brtna trat 1934 dem illegalen Kommunistischen Jugendverband und 1937 der verbotenen Kommunistischen Partei Österreichs (KPÖ) bei. Bis zu seiner Verhaftung nahm er am antifaschistischen Widerstandskampf der KPÖ teil. Dazu gehörten neben der Verbreitung illegaler Flugschriften, Geldsammlungen und organisatorischer Aufbauarbeit auch die Vorbereitung von Sabotageakten in Einrichtungen der Wehrmacht. Von einem Spitzel der Gestapo verraten, wurde Brtna am 3. Dezember 1942 in seiner Wohnung in der Herzgasse 76 (Wien 10.) verhaftet. Am 15. März 1944 wurde er vom Volksgerichtshof zusammen drei weiteren kommunistischen Arbeitern wegen Vorbereitung zum Hochverrat zum Tode verurteilt und am 24. Mai 1944 im Wiener Landesgericht enthauptet. In einem Brief aus dem Gefängnis an seine Eltern schrieb er: „Möget ihr vielleicht auch leisen Zweifel hegen, ich bin überzeugt, dass das Morgen das Morgen der Arbeiter ist.“ Brtna war bis zu seinem Tod zuversichtlich, „dass der Sieg mit dem Kriegsende auf Wochen nahe gerückt ist.“ Bis zum Kriegsende sollte es noch über ein Jahr bis zur Schlacht um Wien im April 1945 dauern.

## Gedenkorte und Erinnerung
Sein Name findet sich an folgenden Erinnerungsorten:
- Grabstein, Wiener Zentralfriedhof, Gruppe 40, über den Schachtgräbern, enthüllt am 6. Juli 1946, gestiftet von der tschechoslowakischen Sektion der KPÖ.
- Gedenktafel, Hinrichtungsraum (heute Weiheraum) im Landesgericht für Strafsachen Wien.
- Gedenktafel, Johann-Mithlinger-Siedlung, Neilreichgasse 100, Wien 10., Gebäudefassade, enthüllt am 4. August 1945.
- Gedenktafel, Leibnizgasse 10, Wien 10., Gebäudefassade, enthüllt am 10. Mai 1955, 1994 erneuert.
- Mahnmal, Wiener Zentralfriedhof, Gruppe 42, errichtet am 6. Juni 1946 für die Widerstandskämpfer der tschechischen und slowakischen Minderheit.